# 886년

## 연호
- 당(唐) 광계(光啓) 2년
- 일본(日本) 닌나(仁和) 2년

## 기년
- 당(唐) 희종(僖宗) 13년
- 신라(新羅) 헌강왕(憲康王) 12년 / 정강왕(定康王) 원년
- 발해(渤海) 대현석(大玄錫) 16년

## 사건
- 신라, 헌강왕이 세상을 떠나자 동생 황이 왕의 자리에 오름.

## 사망
- 8월 8일(음력 7월 5일) - 신라(新羅) 49대 왕 헌강왕(憲康王)